# 世界は恋に落ちている
「世界は恋に落ちている」（せかいはこいにおちている）は、CHiCO with HoneyWorksの1枚目のシングル。2014年8月6日にミュージックレインより発売された。

## 概要
表題曲「世界は恋に落ちている」は、テレビアニメ『アオハライド』のオープニングテーマ。販売形態は『CHiCO with HoneyWorks』盤・『アオハライド』盤の2種。CDジャケットがそれぞれ異なる。
2018年7月1日に楽曲「世界は恋に落ちている」がモチーフとなった、同タイトルの書籍が発売された。
日本レコード協会により、2015年5月度にゴールド認定を受けた（有料音楽配信認定）。

## シングル収録曲
| 全作詞・作曲・編曲: HoneyWorks。 |                                        |            |            |      |
| #                                | タイトル                               | 作詞       | 作曲・編曲 | 時間 |
| 1.                               | 「世界は恋に落ちている」               | HoneyWorks | HoneyWorks | 5:11 |
| 2.                               | 「color」                              | HoneyWorks | HoneyWorks | 4:00 |
| 3.                               | 「世界は恋に落ちている」(instrumental) | HoneyWorks | HoneyWorks | 5:11 |
| 4.                               | 「color」(instrumental)                | HoneyWorks | HoneyWorks | 3:58 |
| 合計時間:                        | 合計時間:                              | 18:20      |            |      |

## 楽曲・動画制作メンバー
※出典
- CHiCO - ボーカル
- Oji - ギター
- cake - ピアノ
- 根岸孝旨 - ベース
- 佐野康夫 - ドラム
- ヤマコ - 絵
- ziro - 動画

## メディアでの使用
| # | 楽曲                 | タイアップ                                     | 出典  |
| - | -------------------- | ---------------------------------------------- | ----- |
| 1 | 世界は恋に落ちている | テレビアニメ『アオハライド』オープニングテーマ | [ 6 ] |

## 収録アルバム
| 曲名                 | 収録アルバム            | 発売日         | 備考                  |
| -------------------- | ----------------------- | -------------- | --------------------- |
| 世界は恋に落ちている | 『世界はiに満ちている』 | 2015年11月18日 | 1stスタジオ・アルバム |
| color                | 『世界はiに満ちている』 | 2015年11月18日 | 1stスタジオ・アルバム |

## カバー
世界は恋に落ちている
- 巴山萌菜 - 2017年10月25日リリースの配信限定アルバム『#もなリク』に収録。
- chocoNekoβ［原嶋あかり］ - アルバム『Comet Seeker』に収録  。
- Pastel*Palettes［丸山彩（前島亜美）］ - ゲーム『バンドリ! ガールズバンドパーティ!』に収録（2017年10月31日追加）。2019年3月16日発売のアルバム『バンドリ！ ガールズバンドパーティ！ カバーコレクション Vol.2』でCD初収録。
- 佐香智久 - 2018年3月21日発売のカバーアルバム『キミの耳にラブソングを』に収録 。
- Kobasolo & 未来（THE HOOPERS） - 2018年8月27日リリースの配信限定EP『MIRAI COVERS』に収録。
- 亜咲花 - 2018年10月19日に行われた「亜咲花 19th Birthday LIVE ～Make It Happen LTB～」でカバー。
- ときのそら & Yunomi - 2019年4月24日発売（3月1日先行配信）のカバーアルバム『IMAGINATION vol.1』に収録。
- 星川サラ - 2020年10月28日発売のアルバム『Prismatic Colors』に収録。